# Głębowiec (Dolina Chochołowska)

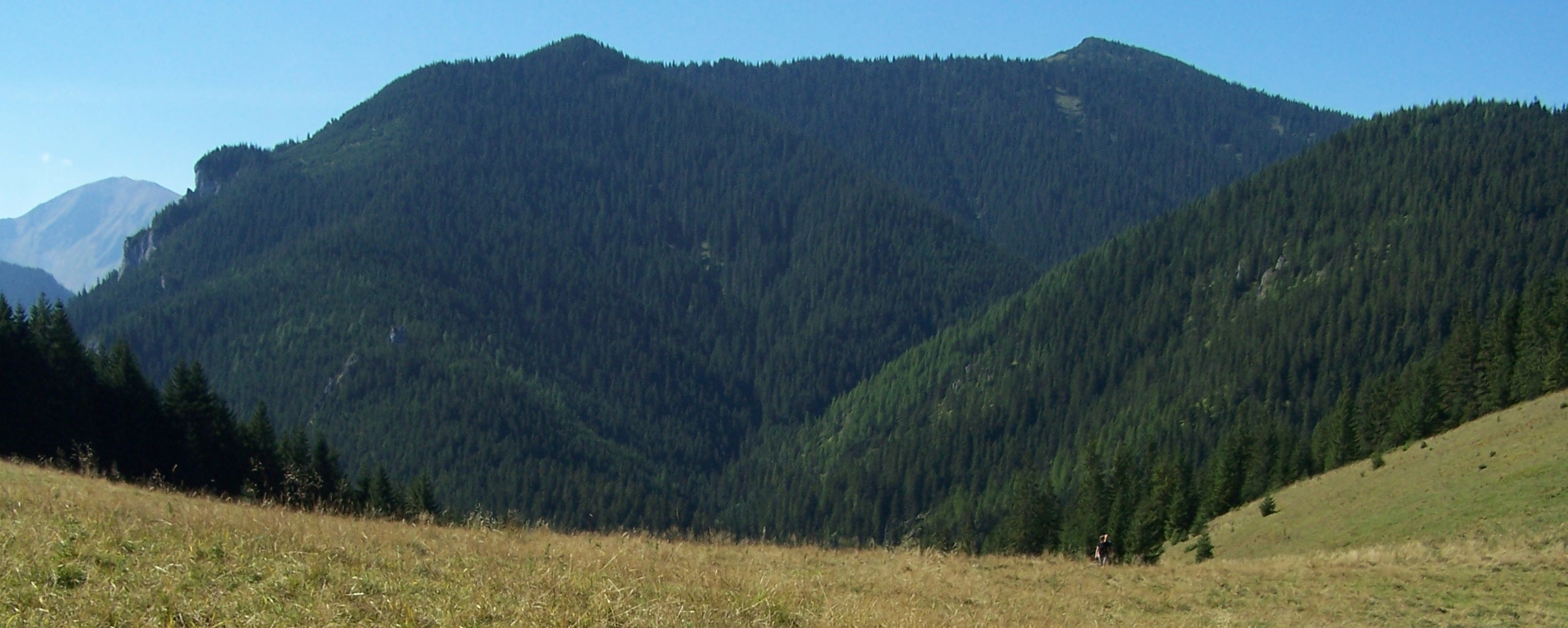
Głębowiec – widok z polany Jamy

Głębowiec – dolina będąca bocznym, zachodnim odgałęzieniem Doliny Chochołowskiej w Tatrach Zachodnich. Wcięta jest głęboko pomiędzy północne stoki Bobrowca i Hrubasa a południowe stoki Parzątczaka i Jaworzyńskiego Przysłopu. W zboczach północnych znajduje się kilka żlebów: Skrajniak, Szeroki Żleb, Ciemny Żleb i Dwojakowy Żleb. Wylot doliny znajduje się nieco powyżej Polany pod Jaworki, naprzeciwko wylotu Doliny Dudowej, w górnym swoim końcu Głębowiec podchodzi pod Juraniową Przełęcz (1375 m).
Na dnie doliny znajduje się koryto potoku Głęboka Woda, który na większej części swojej długości jest potokiem okresowym. Dolina jest niemal w całości porośnięta lasem. Dawniej była wypasana, wchodziła w skład Hali Jaworzyna pod Furkaską. Nie jest udostępniona turystycznie. Z rzadkich w Polsce roślin stwierdzono tutaj występowanie m.in. złoci małej i zarzyczki górskiej. Tu także w 1989 r. po raz pierwszy w Polsce stwierdzono występowanie starca cienistego.

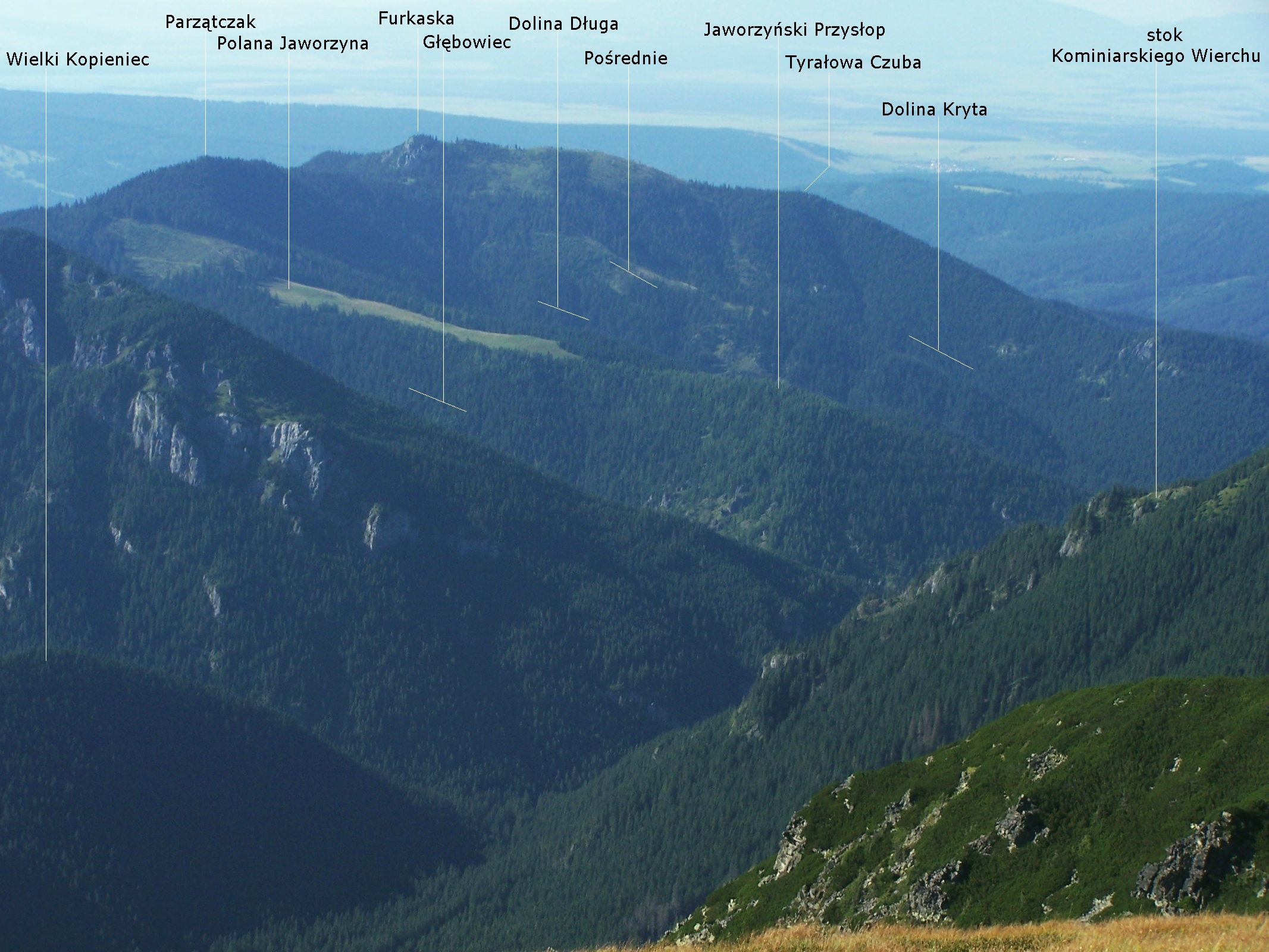
Widok z Ornaku